# Déli Vasút

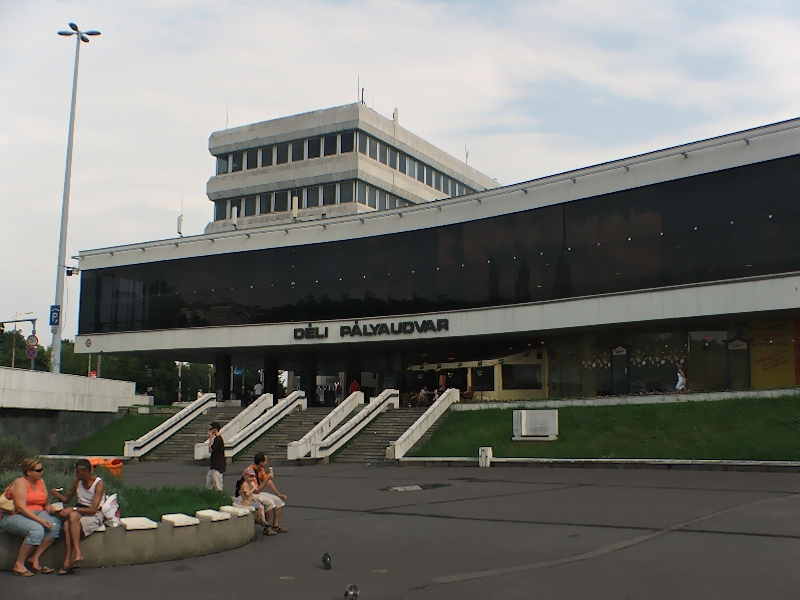
Het in 1975 herbouwde Déli pályaudvar in Boedapest

De Déli Vasút (Nederlands: Zuiderspoorweg) is een spoorlijn in Hongarije vanuit Boedapest langs het Balatonmeer naar de Hongaars-Kroatische grens bij Koprivnica. 
Het eerste deel van de Déli Vasút werd in 1861 geopend tussen het Déli pályaudvar (zuidstation) in Boedapest en Nagykanizsa. Net als in Oostenrijk was ook in Hongarije behoefte aan een verbinding tussen de hoofdstad en de zeehaven, in dit geval Fiume aan de Adriatische Zee. 
De treinverbinding werd onderhouden door de k.k. priviligierte Südbahngesellschaft /  cs. kir. szab. Déli Vaspályatársaság die al in 1858 de Oostenrijkse Südbahn van de Staat had gekocht. Ten tijde van de Dubbelmonarchie liep de spoorlijn als binnenlandse lijn van Boedapest via Nagykanizsa, Koprivnica en Zagreb naar Fiume.  
Na november 1918 was er geen sprake meer van een binnenlandse lijn en werd Koprivnica de grens tussen de SHS-Staat en Hongarije, tegenwoordig de Hongaars-Kroatische grens. De boedelscheidingscommissie voor Oostenrijk-Hongarije had nog tot 1923 nodig om te bepalen welke rijtuigen en wagons naar welk land gingen, zodat de exploitatie van de lijn nog vijf jaar werd voortgezet door de cs. kir. szab. Déli Vaspályatársaság. In 1923 werd het bedrijf gesplitst tussen Oostenrijk en Hongarije waarbij alle schulden in het Oostenrijkse deel van de spoorwegmaatschappij werden gestopt. Het Hongaarse deel kon schuldenvrij verder onder de naam Duna-Száva-Adria Vasút De DSA zette de exploitatie voort tot 30 juni 1932 toen het bedrijf opging in de Magyar Államvasutak.